# Palácio dos Terems

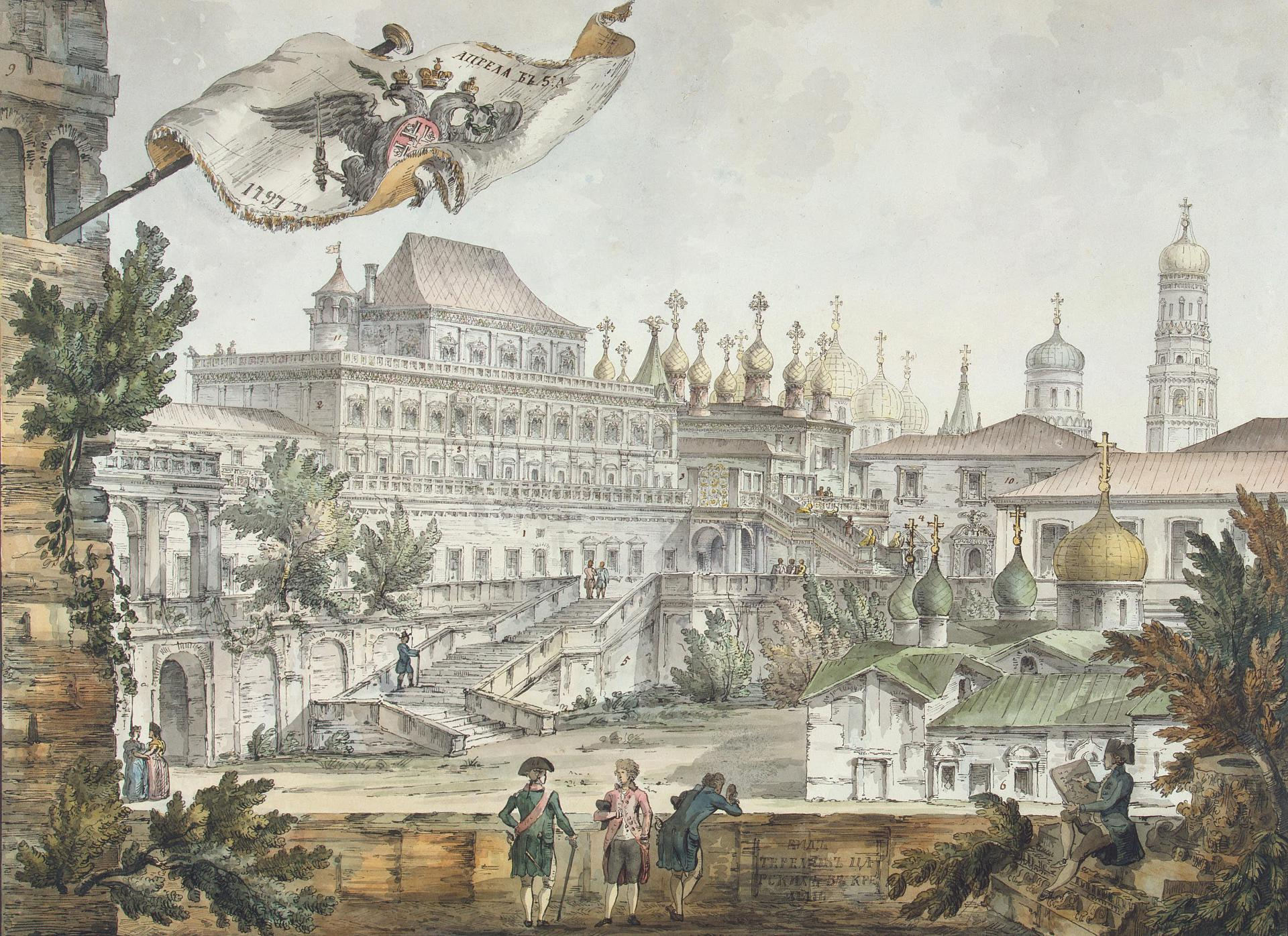
Vista do Palácio dos Terems em 1797 (veduta de Quarenghi).

O Palácio dos Terems, ou Palácio Teremnoy (em russo:  Теремной дворец) é um palácio russo situado no Kremlin de Moscovo. Foi a principal residência dos czares russos durante o século XVI. O seu nome deriva da palavra grega τερεμνον (ou seja, "residência"). Actualmente, a estrutura não está acessível ao público uma vez que está incluida no complexo do Grande Palácio do Kremlin, a residência oficial do Presidente da Rússia.
O palácio foi edificado, entre 1635 e 1637, por Bajen Ogurtsov, Trefil Chatourine, Antip Konstantinov e Larion Ouchakov. Este pequeno edifício em tijolo é uma verdadeira obra-prima, cuja arquitectura se inspira nos tradicionais isba russos em madeira. 
O palácio é constituido por cinco pisos. A água, as velas e os legumes em conserva estavam armazenados nas salas do rés-do-chão. O primeiro andar era ocupado pelos ateliers da czarina, onde eram confeccionados os vestuários da família real. O segundo andar compreendia uma sala de banhos, aprovisionada por uma torre de água. No terceiro andar, sobranceiro ao rio, encontravam-se os aposentos do czar, um quarto de dormir, uma sala de orações, a sala do trono e a sala do escritório do czar. Frente a este encontra-se uma caixa destinada a receber petições. O andar superior é uma estrutura em forma de tenda onde a Duma Boiarda era convocada.

## História e arquitectura

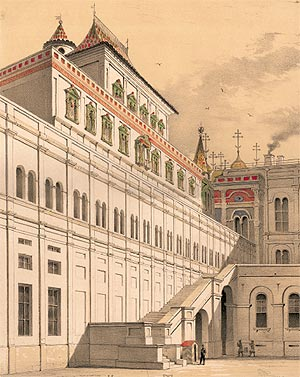
Fachada do Palácio dos Terems em meados do século XIX.

O Palácio dos Terems, com a sua forma solene, é quase rodeado pelas alas do edifício principal do Grande Palácio do Kremlin. Por conseguinte, encontra-se dentro dum complexo vedado ao público, pelo que não pode ser visitado nem a partir do exterior. Só é possível vislumbrar de longe os seus pisos superiores e o telhado a partir dum ponto exterior aos muros ocidentais do Kremlin, nas proximidades da Biblioteca Estadual Russa.
Aquando da sua construção, nos anos 1635-1636, o Palácio dos Terems foi um dos primeiros edifícios residenciais em pedra construídos no Kremlin de Moscovo. Este edifício complementou os apartamentos reais construídos em 1508, localizados no sítio do actual edifício principal do Grande Palácio do Kremlin, e após a sua conclusão foi usado como residência pelo Czar Miguel I e pela sua família. Ao contrário dos aposentos reais construídos na primeira década do século XVI, o Palácios dos Terems foi criado exclusivamente por arquitectos russos, nomeadamente os arquitectos Antip Konstantinow, Baschen Ogurzow, Trefil Scharutin e Larion Uschakow. Uma particularidade do edifício reside no facto de, sobre uma antiga casa que também fazia parte do palácio, terem sido construídos um total de cinco pisos. Isso também explica a diferença visual entre as partes baixa e alta da fachada do Palácio dos Terems: arquitectonicamente muito atraente são os seus três andares superiores, onde sobressai especialmente o xadrez pintado, encimado pela forma bastante típica dos telhados dos edifícios representativos russos do século XVII. Além disso, ainda foi erguida uma pequena torre decorativa, provavelmente utilizada na origem como torre de observação. 

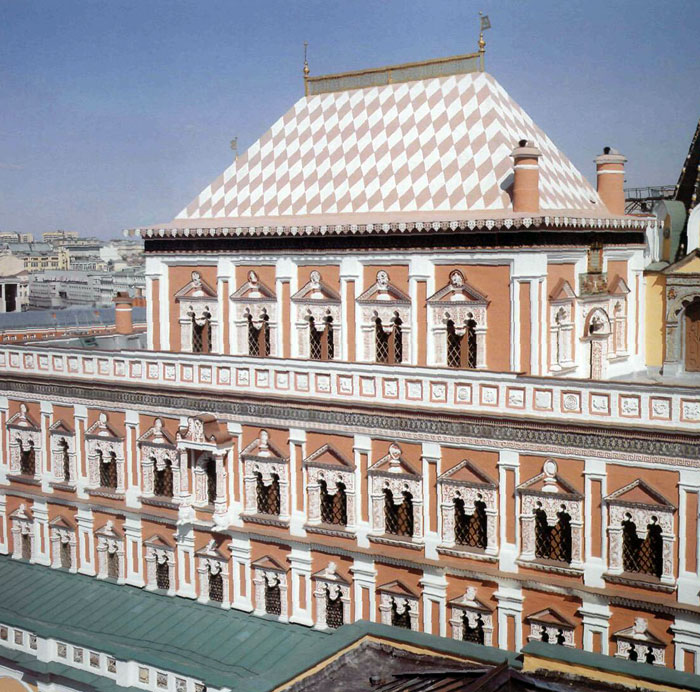
Andares superiores do Palácio dos Terems na actualidade.

As paredes exteriores, ricamente decoradas, foram pintadas em vermelho, amarelo e laranja. As molduras brancas das janelas artisticamente esculpidas foram amaneiradas com entalhes vermelhos. Toda a parte superior do palácio remonta aos anos 1635-1636.
O Palácio dos Terems serviu de residência dos czares até ao final do século XVII, quando a capital da Rússia foi deslocada de Moscovo para São Petersburgo. Em seguida, o edifício, tal como as outras antigas câmaras do czar no Kremlin de Moscovo (ou o que delas restou após o incêndio), foi cada vez mais esquecido. Após 1753, foi concebida, por Francesco Bartolomeo Rastrelli, uma nova residência imperial no local das antigas câmaras, sendo o Palácio dos Terems utilizado como alojamento para os funcionários do novo palácio. No século XIX, quando o Palácio dos Terems já estava incluído no complexo do Grande Palácio do Kremlin, foi ali instalado um arquivo, entre outras coisas. 
Actualmente, o Palácio dos Terems, tal como todos os outros edifícios do complexo do Grande Palácio do Kremlin, faz parte da residência oficial do Presidente da Rússia.

## Interiores

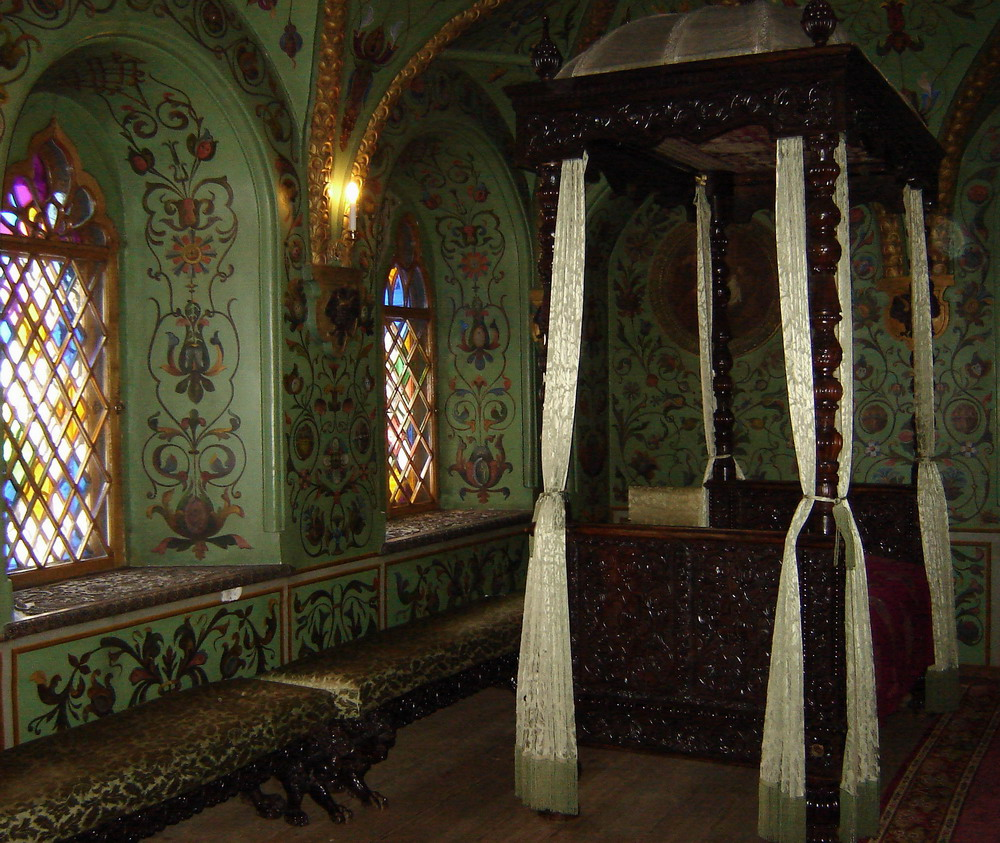
Um quarto do Palácio dos Terems.

A antiga entrada de desfile do Palácio dos Terems foi construída sobre os palácios de Thonschen e encontra-se actualmente no Salão de Vladimir (Wladimirsaal). Uma recriação fiel dos equipamentos originais pode ser encontrada sobretudo nos dois pisos superiores, inicialmente ocupados respectivamente pelo czar e pelos seus filhos. O terceiro andar alojou, até ao final do século XVII, a sala de banho, assim como os aposentos, enquanto os dois pisos inferiores foram utilizados exclusivamente como áreas de serviço.
Uma das mais belas salas do palácio é o chamado Salão de Ouro (Золотая комната), o qual servia como gabinete de trabalho do czar. Esta sala recebeu o nome em função do revestimento das sua paredes e abóbadas, o qual consistia numa cobertura contínua de couro pintado com figuras de animais e plantas em cor dourada. No mesmo espaço, também se encontrava o trono do czar, onde eram, muitas vezes, recebidos os altos funcionários do estado e os boiardos. Uma das janelas do Salão de Ouro servia, no século XVII, para transmitir ao czar os apelos e petições escritos, os quais podiam ser depositados numa caixa destinada especialmente a esse fim. Então, esta era directamente içada pela janela para o gabinete do czar.
Uma outra divisão digna de nota é o Quarto de Dormir (Опочивальня) instalado no quarto andar, a qual servia de dormitório ao próprio czar. Aqui, a parede apresenta tons de verde claro e está decorada com representações estilizadas de plantas, assim como dispersos medalhões em relevo com motivos bíblicos.
O quinto, e mais elevado, piso do Palácio dos Terems foi concebido originalmente como residência para os filhos do czar, sendo também utilizado posteriormente para os grandes encontros boiardos. Está localizado directamente sob o telhado em forma de tenda e possui ainda, uma vez que é ligeiramente mais estreito que os quatro pisos abaixo, uma galeria aberta em volta. A maior sala do quinto piso é designada como Teremchen (Теремок).
Um elemento representativo de todas as salas de representação do Palácio dos Terems é a presença de afresco nas paredes e abóbadas, assim como vitrais coloridos como vulgares vidraças multicolores. Os afrescos remontam à década de 1870 e foram executados pelo académico de arte Fjodor Solnzew para o lugar das pinturas originais, destruídas no grande incêndio ocasionado pela guerra de 1812 contra Napoleão. De igual modo, as janelas multicoloridas só existem desde o século XIX, em substituição das antigas janelas de mica.

## Igrejas palacianas

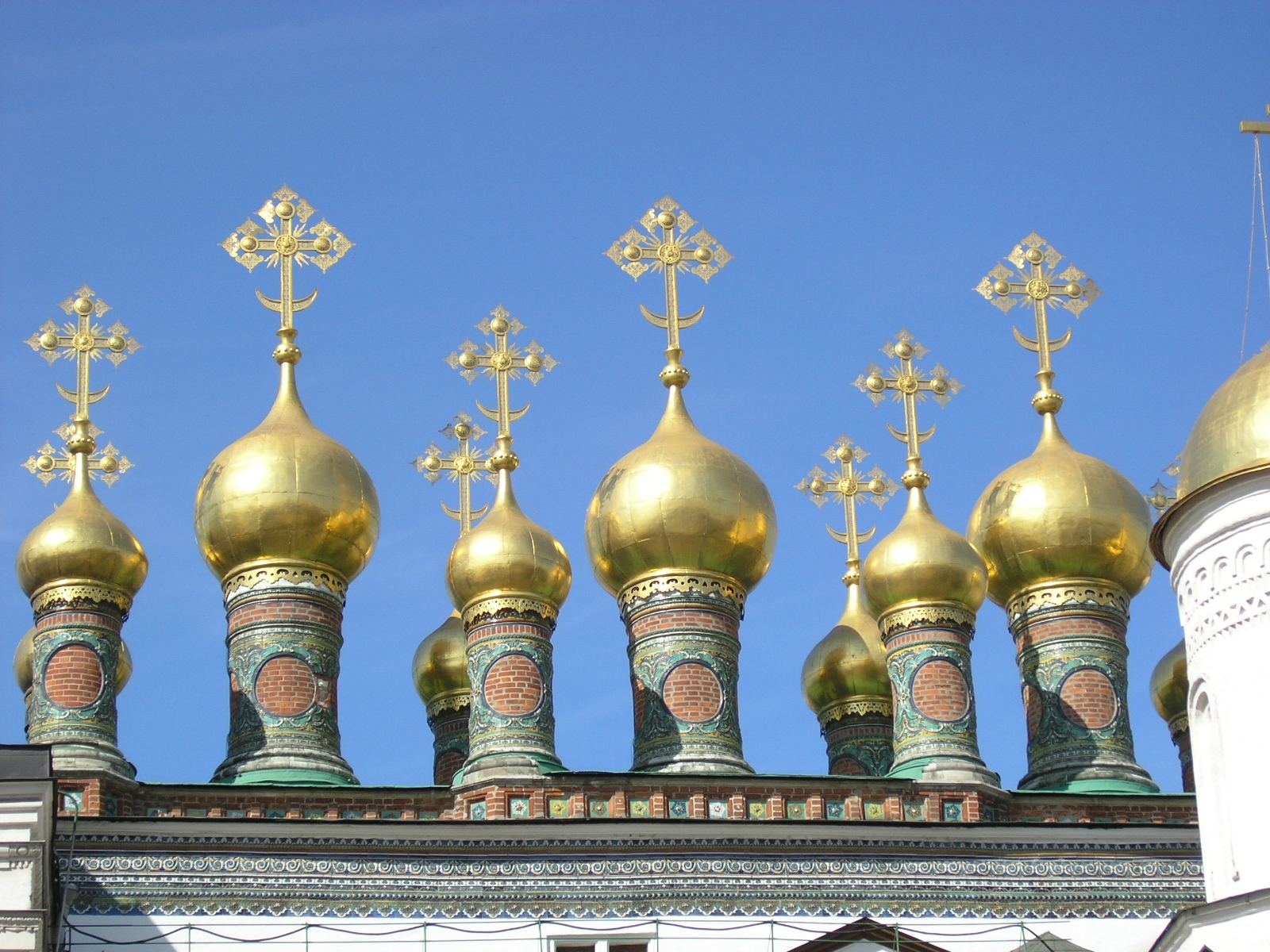
Torres da igreja palaciana.

Um dos componentes do Palácio dos Terems são as cinco pequenas igrejas palacianas, erguidas à frente do palácio, ou simultaneamente com ele, e completamente elevadas dentro da estrutura do edifício. São reconhecidas a partir do exterior por onze torres-cebola, bastante finas, com cúpula dourada, claramente visíveis, por exemplo, a partir da praça da catedral.

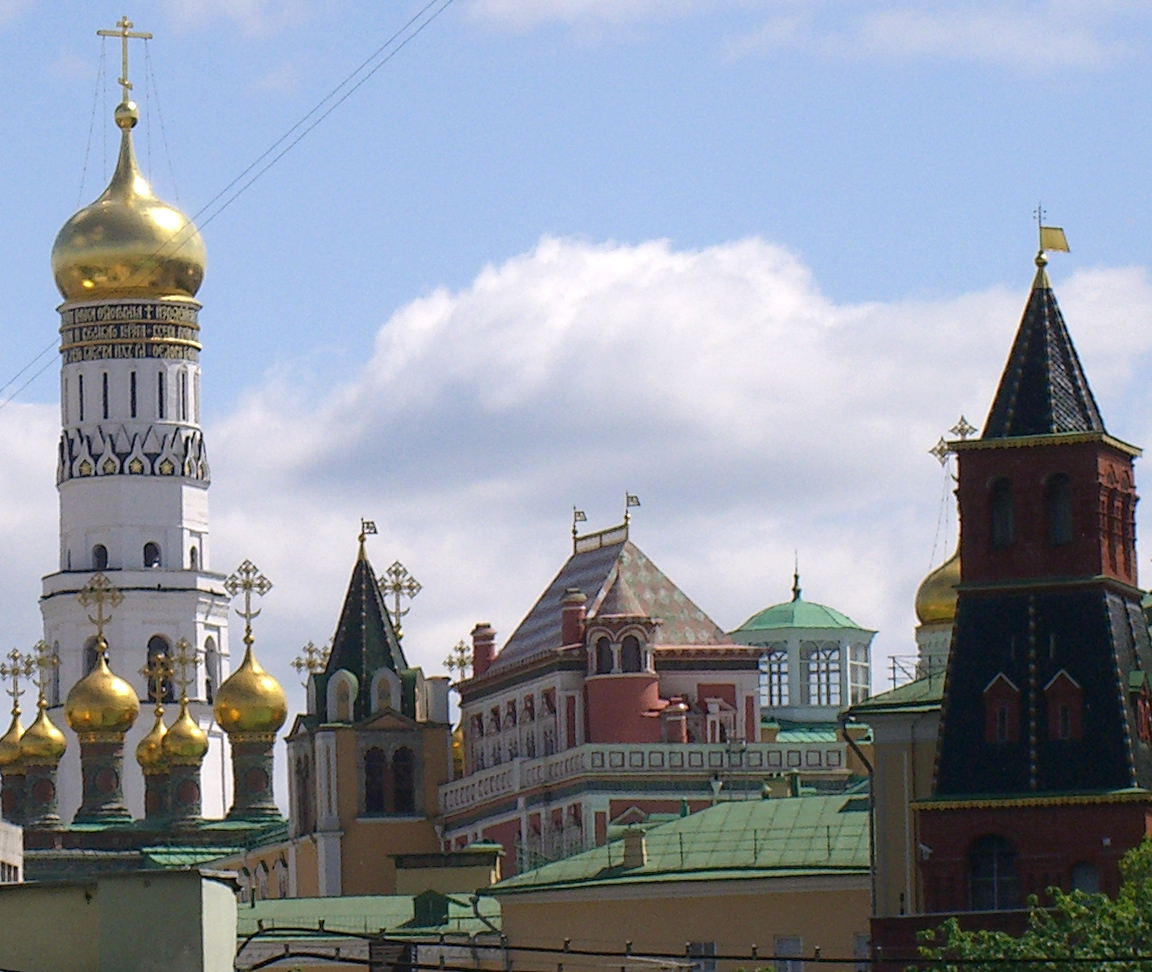
Pisos superiores do Palácio dos Terems e torres das igrejas palacianas na actualidade.

A igreja palaciana mais antiga é a Igreja da Virgem/Igreja da Natividade (Церковь Рождества Богородицы), concebida, em 1514, pelo arquitecto italiano Aloisius o Novo no lugar duma igreja de madeira existente desde 1360. Originalmente tinha três torres, mas uma renovação datada de 1684 deixou-lhe apenas uma. Esta igreja é conhecida, sobretudo, pelo facto de ter sido o local exacto onde o escritor Leo Tolstoy contraiu matrimónio, em 1862, com a sua esposa de origem alemã, a Senhora Sofia Bers.
A Igreja de Catarina (Екатерининская церковь) foi construída em 1627, provavelmente por um arquitecto alemão chamado Jan (ou John) Thaler. Actualmente não pode ser vista a partir do exterior, uma vez que algumas décadas mais tarde foi aumentada pela Igreja da Ressurreição (Воскресенская церковь). 
A Superior Igreja do Redentor (Верхоспасская церковь) emergiu juntamente com o Palácio dos Terems, enquanto a Igreja da Crucificação (Распятская церковь) foi construída, em 1682, sobre a Superior Igreja do Redentor.